# Piercing del frenulo

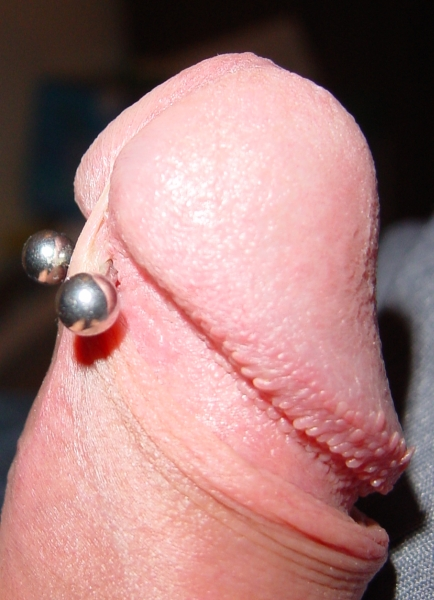
Un piercing del frenulo.

Il piercing del frenulo è un tipo di piercing genitale maschile applicato nella parte inferiore dell'asta del pene.

## Varianti
Una serie di piercing del frenulo paralleli viene chiamata "frenum ladder", letteralmente "scala del frenulo", o "Jacob's ladder". Tale sequenza di piercing può essere estesa congiungendola con una serie di lorum, piercing applicati laddove l'asta del pene si connette con lo scroto, con una sequenza di hafada, ossia piercing applicati sulla sacca scrotale più in basso rispetto ai lorum, e con una sequenza di piercing perineali.

## Storia e cultura
I primi riferimenti in letteratura alla perforazione del frenulo si trovano nell'articolo Die künstlichen Verunstaltungen des Körpers bei den Batta, ossia un articolo sulle modificazioni corporali praticate nei vari gruppi etnici indonesiani identificati come Batak, pubblicato dal tedesco Hagen nel 1884. In questo articolo si legge: 
(B. Hagen)
Diversi aneddoti associano tradizionalmente questo tipo di piercing (così come diversi altri tipi di piercing genitale maschile) a strumenti di castità che sono stati utilizzati nel corso della storia, ma ad oggi esistono pochi dati certi con cui supportare tali racconti. 
Come molti altri tipi di piercing genitale, anche il piercing del frenulo si diffuse prima tra la comunità gay attorno all'inizio fine degli anni settanta, per poi divenire, negli ultimi anni del ventesimo secolo, parte della cultura di massa. 

## Applicazione e guarigione

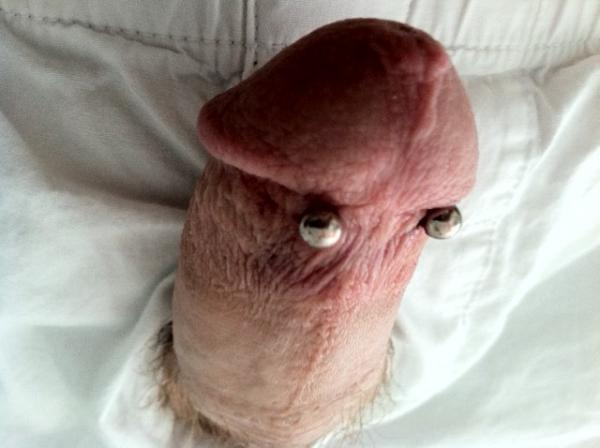
Una barretta ricurva del diametro di 14 gauge (1,6 mm), 24 ore dopo la creazione del piercing, il lieve livido presente sul lato destro del frenulo, sotto il piercing, è dovuto alla pinza che è stata usata durante l'applicazione.

I piercing del frenulo sono quasi sempre applicati perpendicolarmente all'asta del pene. Essi possono essere inseriti direttamente attraverso il frenulo che connette la testa del pene alla pelle dell'asta, o in qualunque altra parte lungo la regione inferiore di quest'ultima. Meno frequentemente questi piercing sono applicati sulla parte superiore o laterale dell'asta del pene, anche in questi casi essi vengono comunque chiamati "piercing del frenulo", per quanto questo non sia anatomicamente corretto.
Il piercing del frenulo è il secondo piercing più popolare tra quelli genitali, dietro solamente al Prince Albert.
La completa guarigione del pene avviene generalmente in un lasso di tempo che va dalle due alle cinque settimane. Nonostante, a seconda dell'area dove viene applicato, questo tipo di piercing possa essere superficiale, il rigetto è comunque raro grazie sia al fatto che il pene guarisce abbastanza velocemente che alla natura elastica della pelle di queste zone. Soprattutto se il piercing è applicato direttamente sul frenulo subito sotto al glande, durante il processo di guarigione è buona norma lavare quotidianamente l'area con una soluzione salina sterile ed è inoltre consigliata, per chi indossa questo tipo di piercing, l'astensione dai rapporti sessuali per un periodo di tempo di almeno due settimane, dopo il quale è comunque consigliabile continuare ad utilizzare il preservativo fino alla conclusione del suddetto processo. 
Il diametro del piercing applicato inizialmente è di solito di circa 1,6 mm (14 gauge). Dopo due settimane dalla guarigione il foro può cominciare ad essere allargato inserendo barrette o anelli dal diametro via via maggiore. Poiché il glande del pene è una zona molto vascolarizzata, se lasciato vuoto il buco fatto attraverso il frenulo tende a chiudersi molto velocemente (in genere impiega meno di una giornata, addirittura un'ora sola se il piercing è di recente applicazione) ed il processo di riapertura può essere anche più doloroso della prima perforazione.

## Pericoli per la salute
I principali rischi per la salute si hanno durante l'applicazione del piercing e durante il processo di guarigione. La mancata adozione di un'adeguata igiene durante il processo di applicazione può infatti portare al rischio di contrarre malattie trasmissibili per via ematica, mentre tale mancanza durante il processo di guarigione può portare all'insorgere di infezioni.
Alcuni medici ritengono che i piercing genitali maschili che interessano il glande aumentino il rischio di trasmissione di malattie veneree rendendo meno efficace la protezione offerta dal preservativo. In due diverse indagini, dal 5% al 18% degli uomini con un piercing genitale avevano in effetti riscontrato dei non meglio specificati "problemi ad usare i preservativi", sebbene non fosse chiaro quanti di essi li usassero regolarmente. In definitiva non vi è stata ancora nessuna conclusione certa circa l'aumento del rischio di contrarre malattie veneree se si indossa, o se il partner indossa, un piercing genitale di questo o di qualche altro tipo.

## Funzioni
Al di là di funzioni prettamente estetiche, si ritiene anche che indossare un piercing del frenulo direttamente sotto il glande aumenti la stimolazione sessuale sia in chi lo indossa che nel partner che viene penetrato. Ciò sarebbe dovuto alla pressione esercitata dal piercing sul glande durante il rapporto sessuale, il che, in alcune posizioni, potrebbe condurre ad un'eiaculazione più veloce. 
A volte l'anello da inserire come piercing è scelto in modo tale che sia abbastanza largo da circondare l'intero pene, creando quello che si identifica come "frenum loop". Nell'ambito delle attività BDSM, esiste oggi una gran varietà di strumenti di castità che si fissano sul pene utilizzando piercing del frenulo.

## Frenum ladder

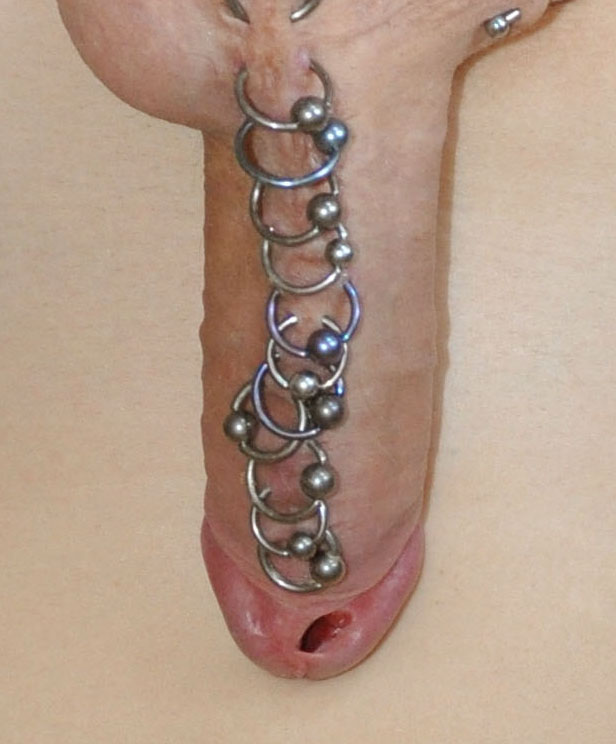
Una sequenza di piercing del frenulo realizzata con anelli con perline.

Una Frenum Ladder, conosciuta anche come Jacob's Ladder, letteralmente "scala del frenulo", consiste in una sequenza di piercing del frenulo paralleli che si estende dal glande fino alla base dell'asta peniena. 
Come già detto, a volte tale sequenza può essere seguita da sequenze di piercing scrotali come i lorum e, più in basso, gli hafada, e di piercing perineali. Grazie alla guarigione relativamente veloce di questi piercing che, salvo quelli inseriti direttamente nel frenulo, sono piuttosto superficiali, non è raro che l'applicazione di molti di essi, se non di tutti, sia fatta in una sola seduta.